# Hiob (Theologe)

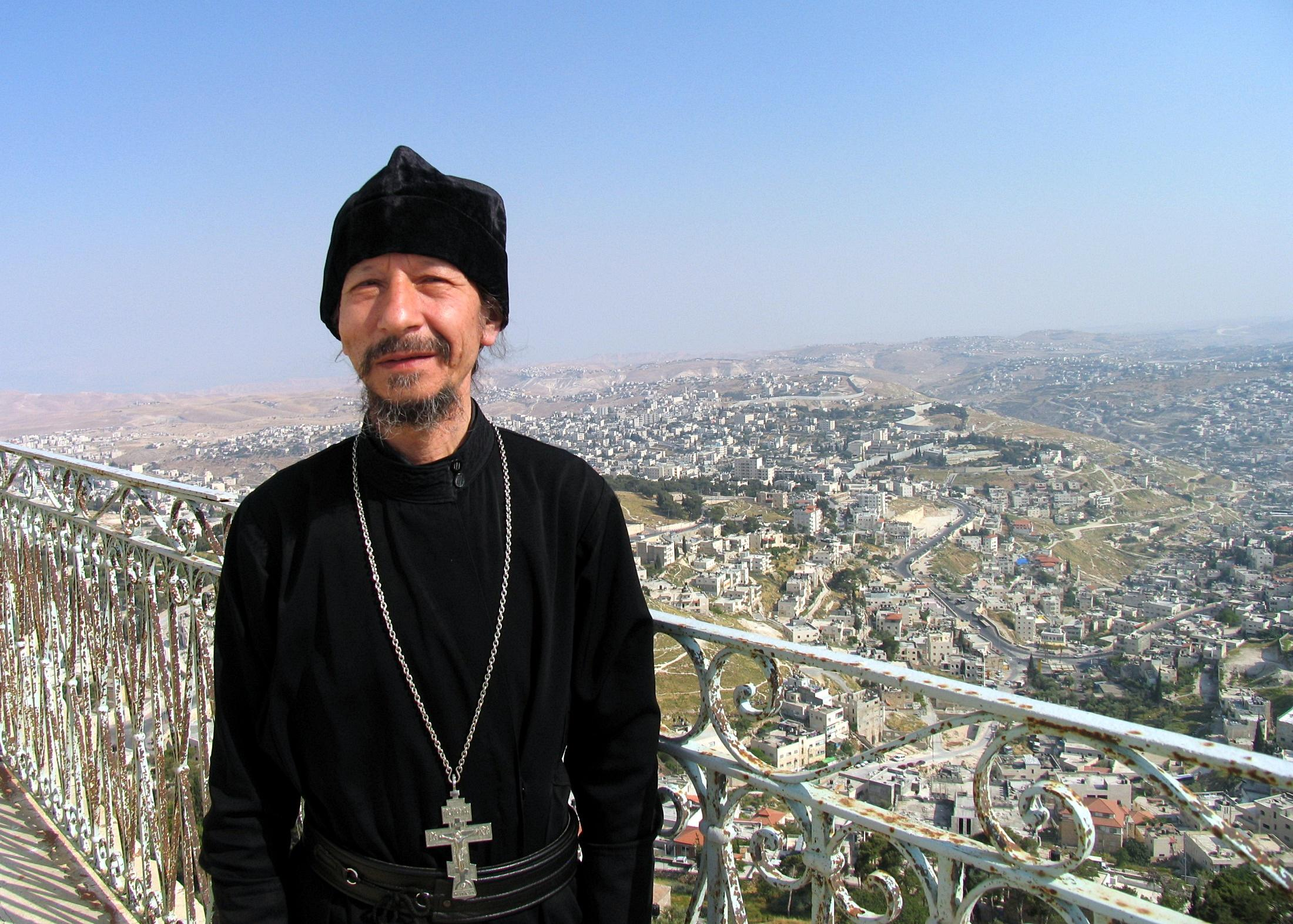
Archimandrit Hiob (Gumerow) auf dem Glockenturm („Russische Kerze“) des russisch-orthodoxen Klosters der Himmelfahrt auf dem Ölberg (Hl. Eleon) in Jerusalem

Hiob (geb. 25. Januar 1942 in Tschelkar, Sowjetunion, als Schamil Abilchairowitsch Gumerow, russisch Шамиль Абильхаирович Гумеров, wiss. Transliteration Šamil' Abil'chairovič Gumerov, getauft als Afanassi russisch Афанасий, wiss. Transliteration Afanasij / Athanasius) ist ein Archimandrit der Russisch-Orthodoxen Kirche. Er ist der Hegumen des Sretenski-Klosters in Moskau. Er ist als geistlicher Schriftsteller und Publizist tätig und ist der Autor von Lebensbeschreibungen von Heiligen. Er hat sowohl in Philosophie als auch Theologie promoviert. Er ist einer der Autoren der Großen Sowjetischen Enzyklopädie, der Orthodoxen Enzyklopädie und des biographischen Lexikons Russische Schriftsteller. 1800-1917.
In den Jahren 2003–2011 leitete er die Kolumne Fragen an den Priester auf der Website Prawoslawije.Ru (Православие.Ru), eine Tätigkeit, aus der seine wohl bekannteste Schrift 1115 woprossow swjaschtschenniku (russisch 1115 вопросов священнику, wiss. Transliteration 1115 voprosov svjaščenniku) entstand, eine Art Katechismus der Russisch-Orthodoxen Kirche.